# 旧堀田邸
旧堀田邸（きゅうほったてい）は、旧佐倉藩主だった華族の堀田正倫伯爵が明治時代に千葉県佐倉市に建造した邸宅である。歴史的建造物、国の重要文化財。重要文化財指定名称は、旧堀田家住宅。

## 概要
1890年（明治23年）に華族の堀田正倫伯爵により建築された。正倫は明治2年の版籍奉還まで最後の佐倉藩主を務め、明治4年の廃藩置県まで佐倉藩知事を務めた人物だった。現存する明治時代の旧大名華族の屋敷として貴重な建造物である。庭園は当時の有名庭師・珍珠園の伊藤彦右衛門によるもの。現在は寄贈され佐倉市の所有となっている。
庭園を含む一帯が、1997年（平成9年）に佐倉市指定文化財（名勝）、2001年（平成13年）に千葉県指定文化財（名勝）に指定され、2006年（平成18年）7月には国の重要文化財（建造物）に住居部5棟（座敷棟・居間棟・書斎棟・玄関棟・湯殿）と門番所・土蔵が指定された。庭園は2015年に「旧堀田正倫庭園」として国の名勝に指定された。また、2008年には「旧堀田家住宅と庭園」が「ちば遺産100選」に選ばれた。「つば造り」や「火打ち貫」といった伝統的な和風建築の工法と、ボルトやナットを使用した西洋建築の工法が混在しており、明治期の建築過渡期の様子が窺い知れる。

## 保存の経緯
1942年より敷地の一部を借地していた日産財閥の結核対策機関「佐倉日産厚生園」が1952年に全面買収し、1962年には一般病院となったが、1975年に売却計画が持ち上がった。市民のレクリエーションの場としても利用されていたことから、市の商工会や観光協会が中心となって1982年に保存を求める署名運動が興り、市民の3分の1である約4万人の署名が集まった。これを受けて市は国庫補助を受けて買収に乗り出し、一部は1988年に日本老福祉事業団による老人ホーム（「佐倉ゆうゆうの里」）用地として売却された。庭園部分は「さくら庭園」と改称され、建物部分は「佐倉緑の銀行」（1984年設立の千葉県最初の緑の公益法人）が買収する方向で保存が決定した。

## 利用情報
- 所在地：千葉県佐倉市鏑木町274番地
- 開館時間：午前10時 - 午後4時30分（入館は午後4時まで）
- 休館日：月曜日（休日の場合は翌日）、年末年始（12月28日 - 1月4日）、臨時休館日
- 料金：一般大人320円

## 画像

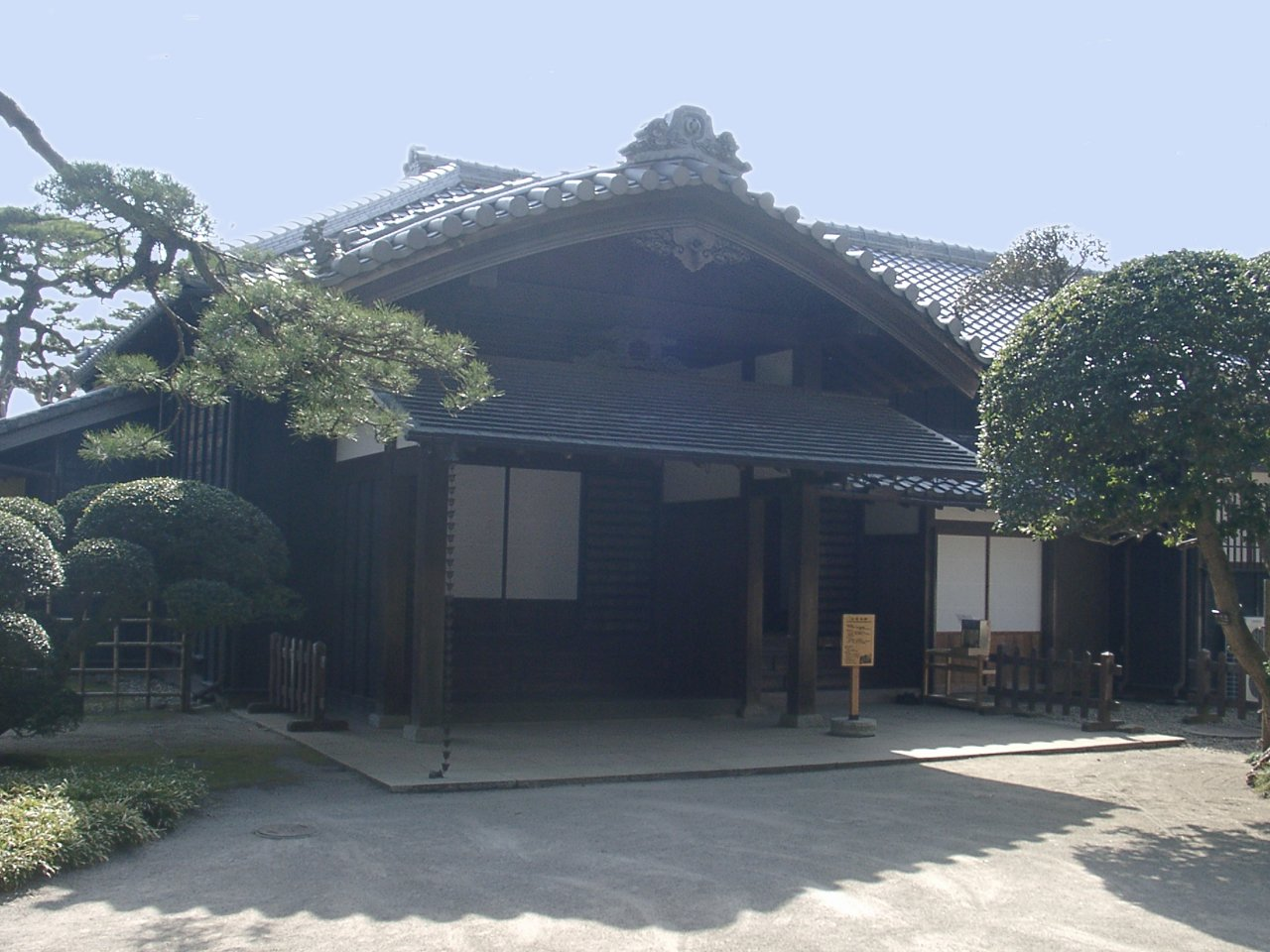
玄関
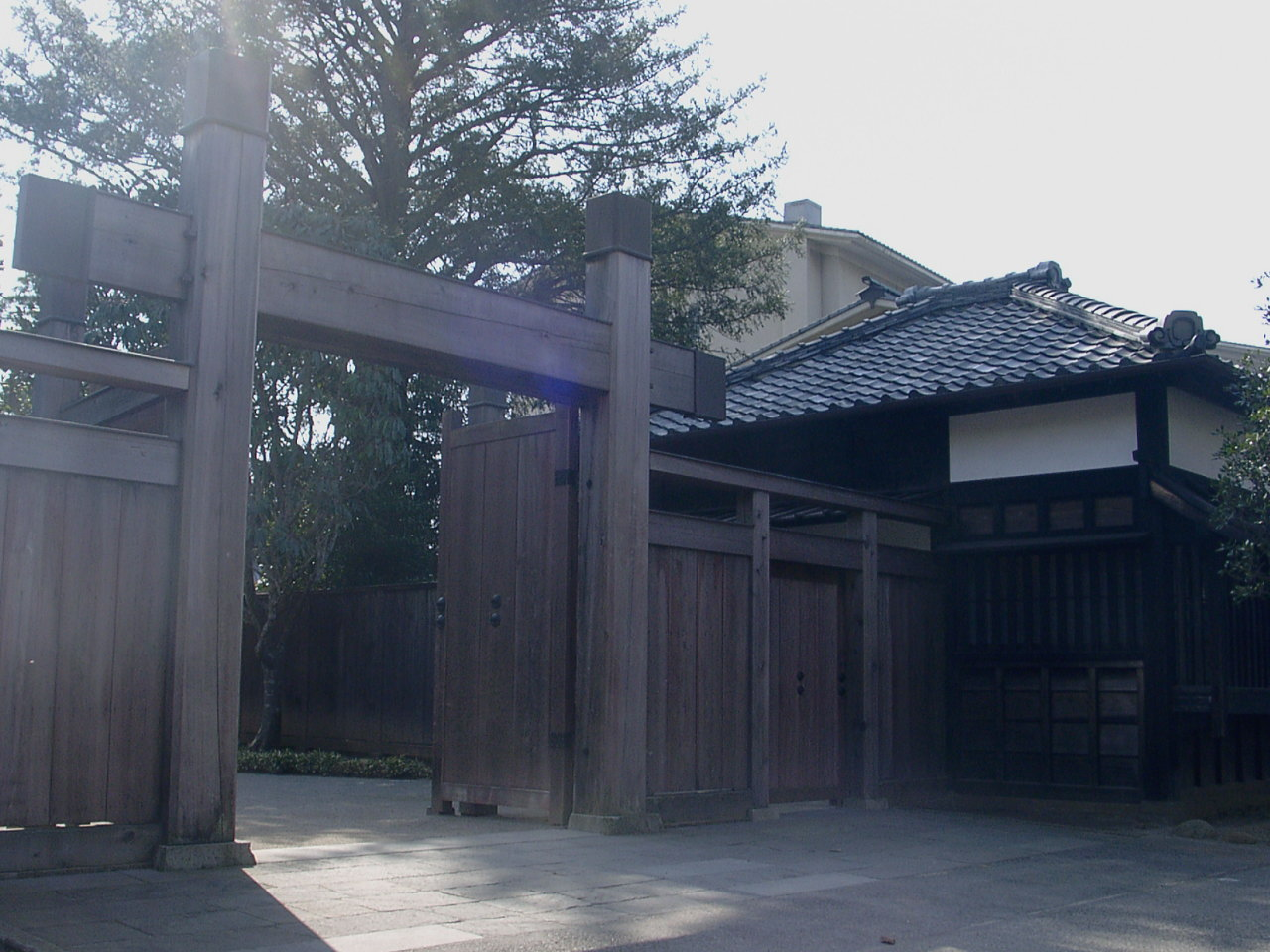
冠木門（黒門）と門番所
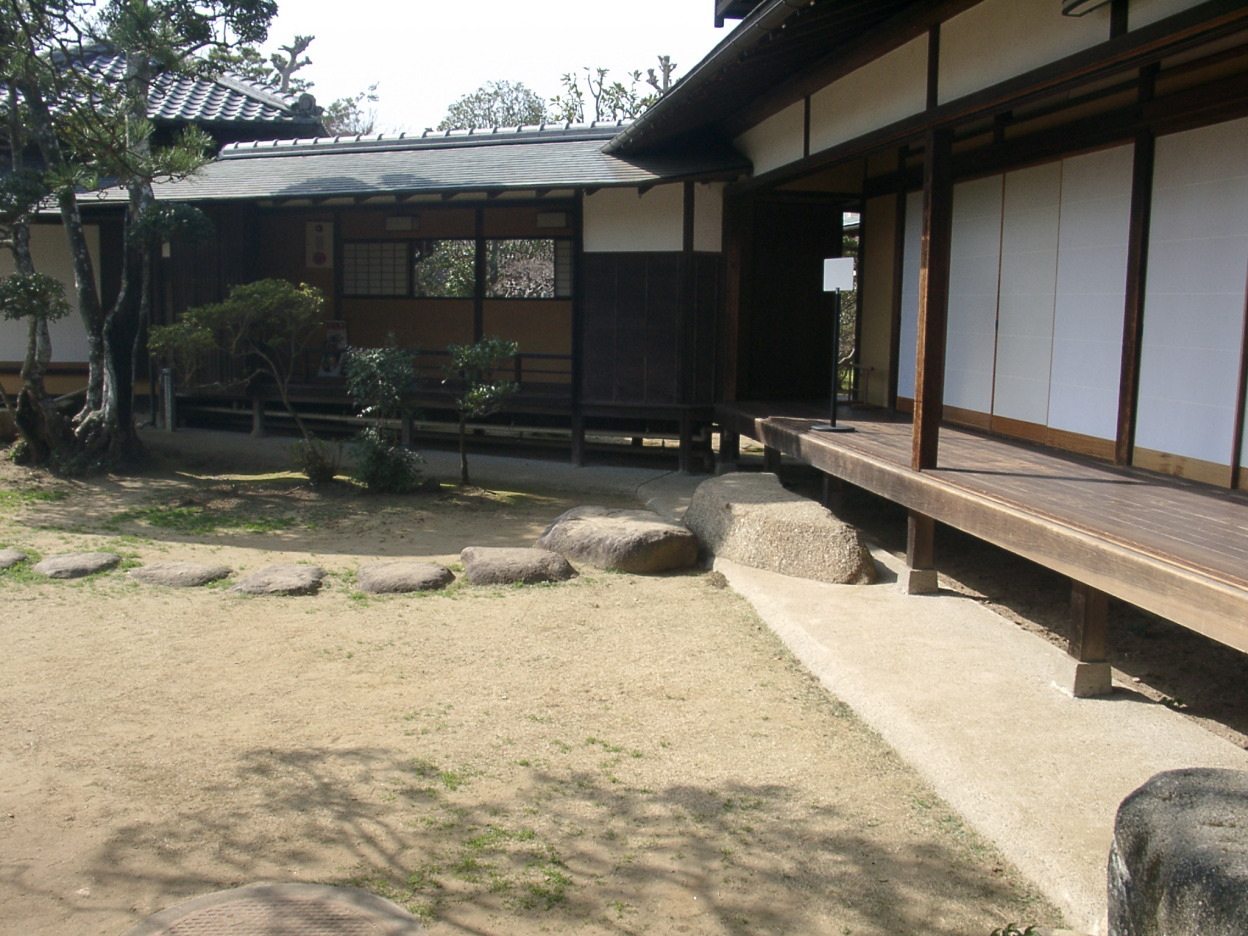
居間棟
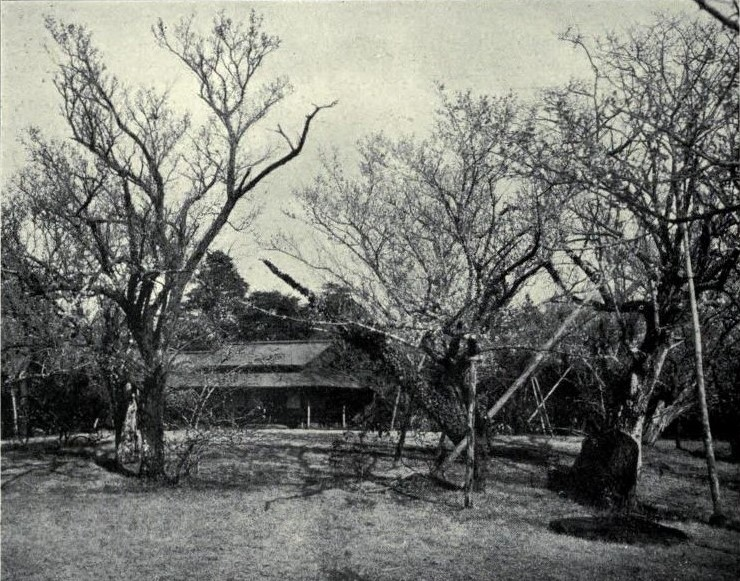
明治末期の庭園。梅林
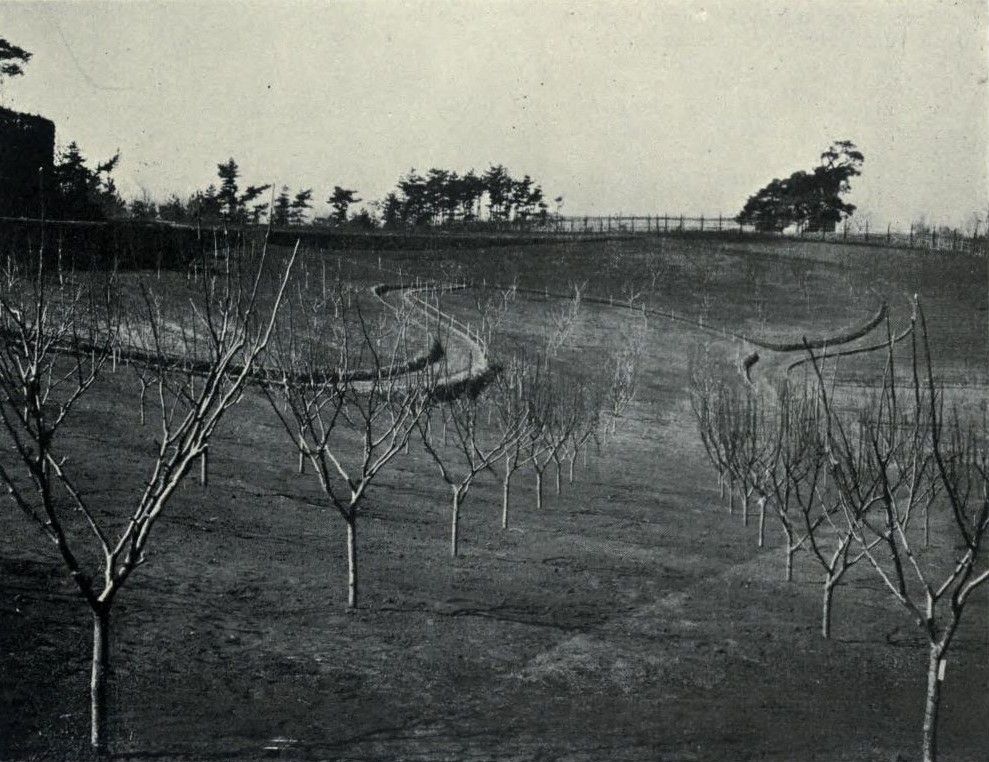
明治末期の庭園。果樹園
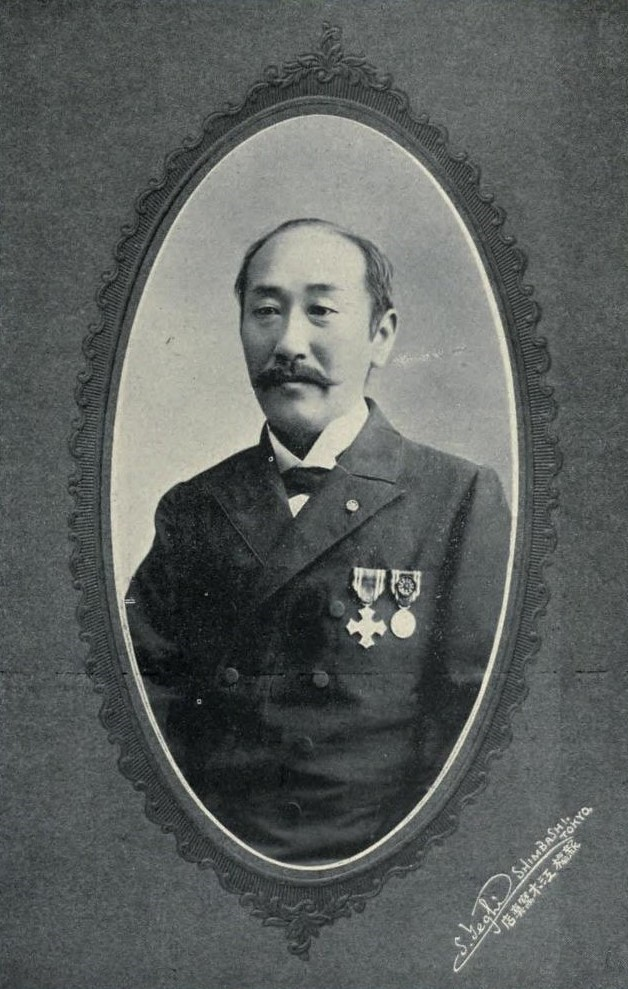
堀田正倫